# Hermülheim
Hermülheim ist ein Stadtteil von Hürth im Rhein-Erft-Kreis bei Köln. Er hat 16.216 Einwohner. (Stand: 31. März 2022). 31. Dezember 2010 waren es noch 15.379 Einwohner. Hermülheim bildet mit dem ab 1965 erschlossenen Baugebiet Hürth-Mitte das Zentrum der Stadt Hürth.

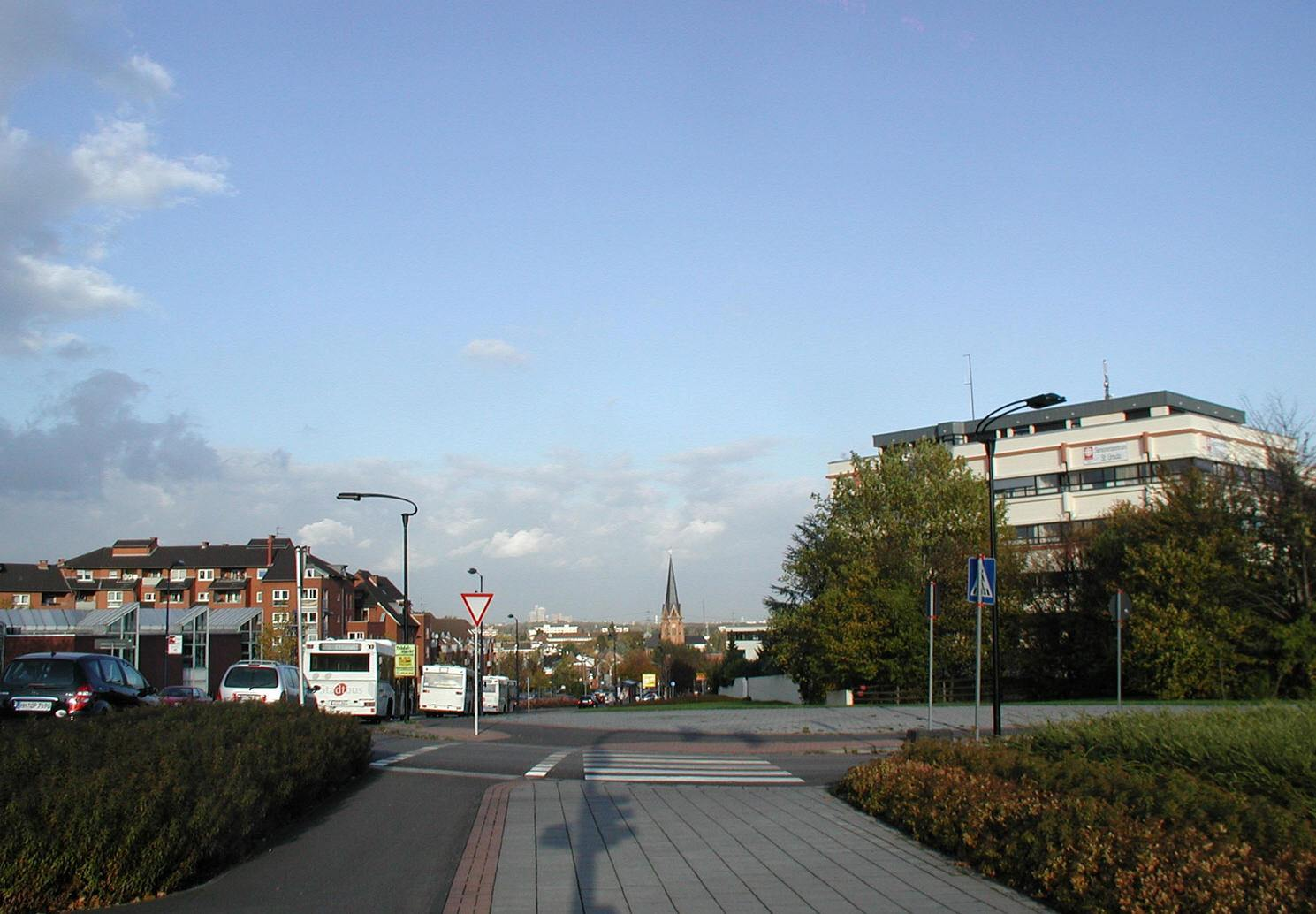
Blick auf Hermülheim von der Theresienhöhe her gesehen

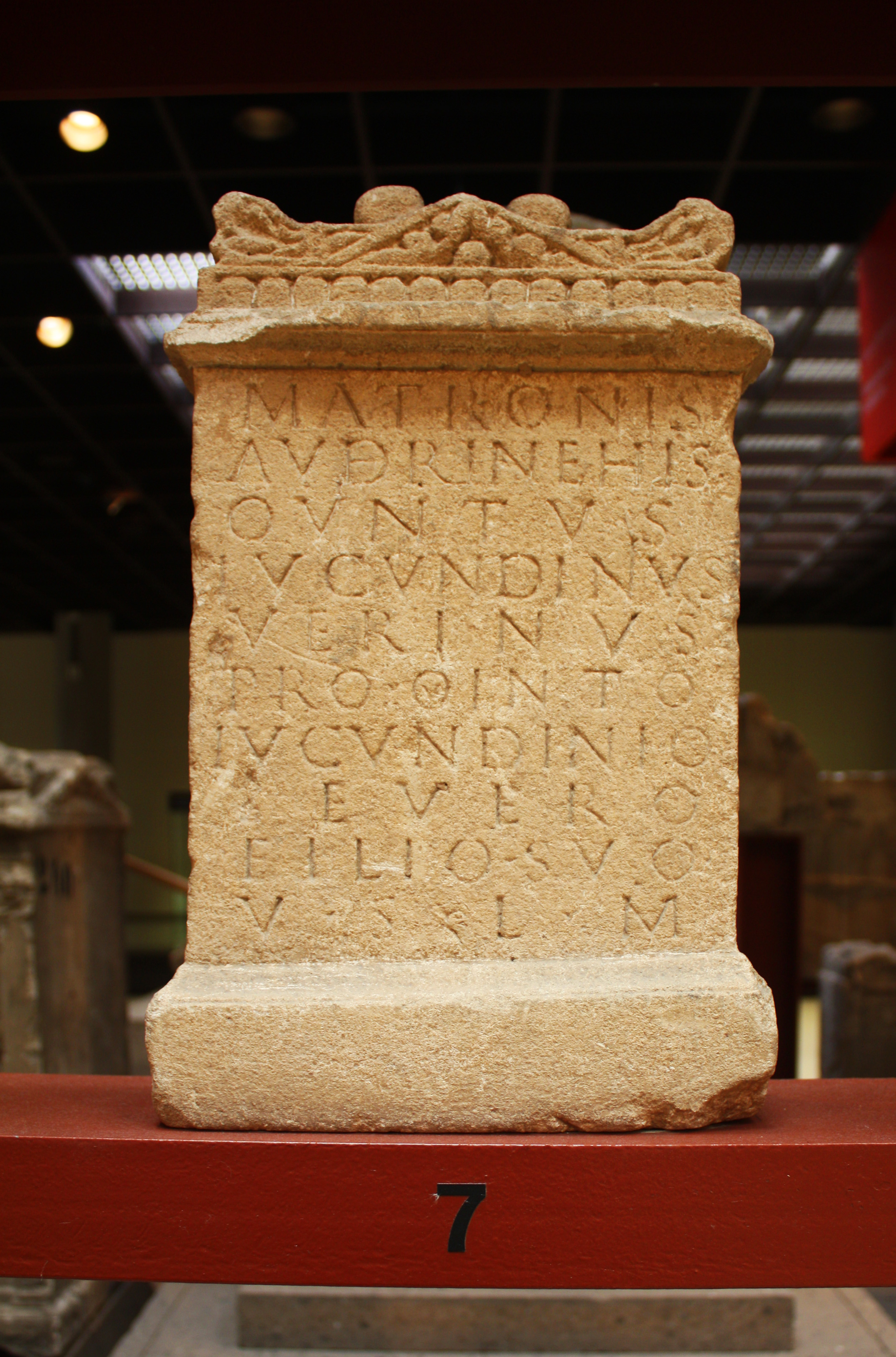
Matronenstein aus Hermülheim

## Geschichte
Wegen der günstigen Boden- und Wasserverhältnisse am Ausgang des Hürther Tales ist davon auszugehen, dass die Gemarkung Hermülheim schon in vorchristlicher Zeit besiedelt war.
Erst die Römer brachten der Region wirtschaftliche und kulturelle Veränderungen. So weisen Bodenfunde eine frühe bis in die heutige Zeit reichende Besiedlung nach. Ein römisch-fränkisches Gräberfeld im Zentrum Hermülheims hinter der AOK, jenseits der Luxemburger Straße, die als Römerstraße Trier–Köln unmittelbar am alten Siedlungskern vorbeiführt, belegt älteste Siedlungen. In diesem Gräberfeld, und zwar an der Ecke Kölnstraße/Am alten Bahnhof (früher Ladestraße), fand man 1912 sieben Matronensteine, die wohl für Steinkisten von Urnengräbern Verwendung gefunden hatten, aber wegen ihrer einheitlichen Weihe an die Audrinehischen Matronen auf ein ehemaliges, möglicherweise in der Nähe der Eifelwasserleitung am Rande der Braunkohlengruben jenseits der Bonnstraße situiertes Matronenheiligtum hindeuten, nach dessen Aufgabe die Steine wiederverwertet wurden (heute im Römisch-Germanischen Museum, Köln). Die verschiedenen römischen Wasserleitungen südwestlich Hermülheims, die Quellwasser der Bäche des nördlichen Vorgebirges sammelten: Duffesbach (Hürther Leitung), Burbacher und Gleueler Leitung, die im späteren Burgpark zusammenliefen, deren Bündelung in einen Kanal nach Köln und dessen spätere Aufstockung durch die Eifelwasserleitung als Aquädukt waren damals eine technische Meisterleistung. Sicher wird im Raum Hermülheim auch eine römische Siedlung gelegen haben. Sicher nachgewiesen ist eine villa rustica im nahen Hürther Tälchen. Auf dem Kummet (heute auf der Kumme) heißt deshalb eine kleine Straße Römerhof.
Hermülheim wird erstmals 943 urkundlich erwähnt (der Abt von Prüm überließ den Eheleuten Ramengarius und Adalgarda ein Gut in Molinen (Mühlen)).  Weitere Namen im Laufe der Zeit waren Mulenheim, Richemülheim, Richzaemülheim und Rizemolheim. Der Name rührt von einem Mühlenstandort ausgangs des Hürther Tälchens nahe einem Sumpfgebiet, dem Faulbroich, her, auf dem heute eine Autowerkstatt steht.

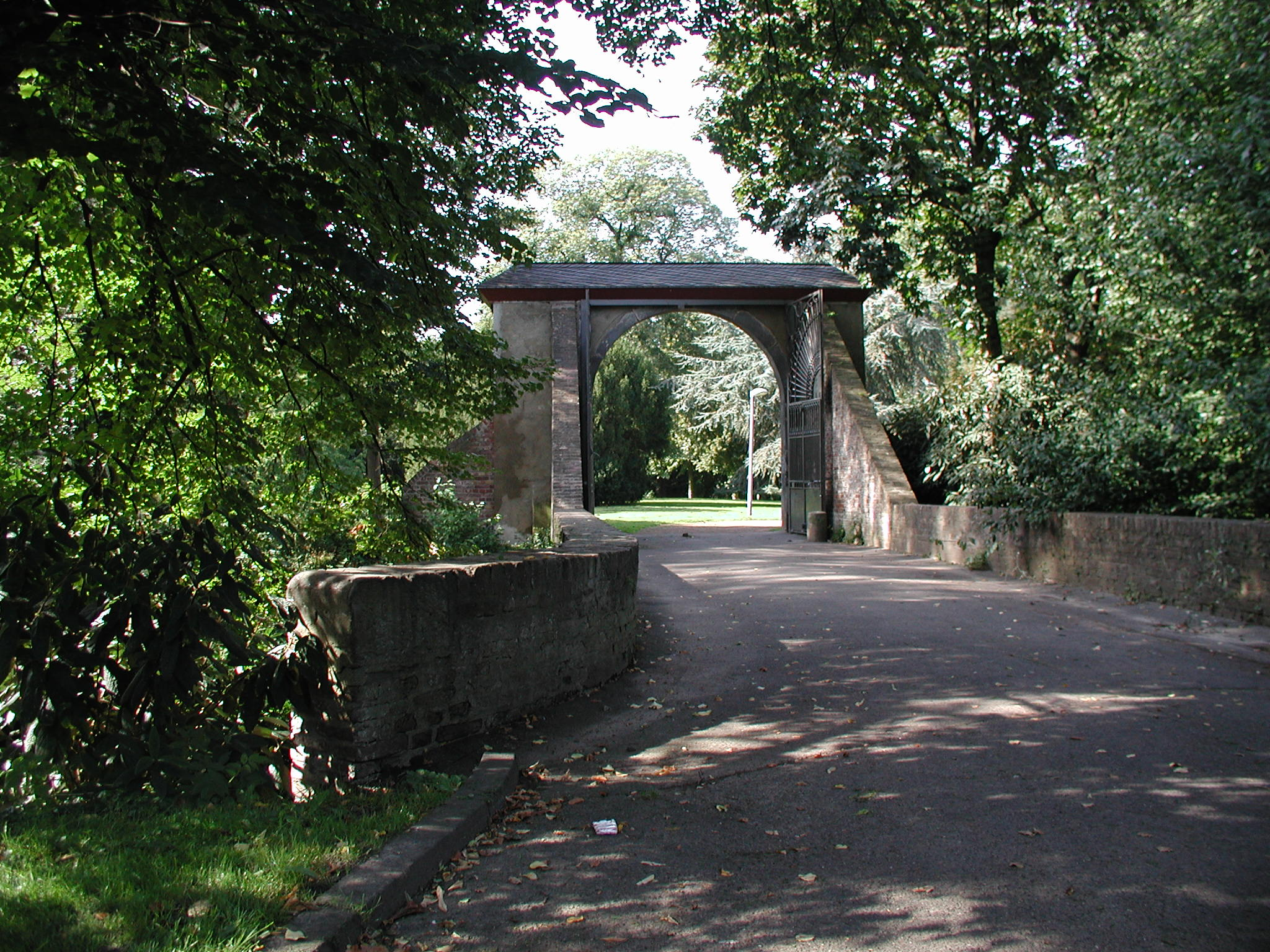
Hermülheim Burgpark, Torbogen zur ehemaligen Burg des Deutschen Ritterordens
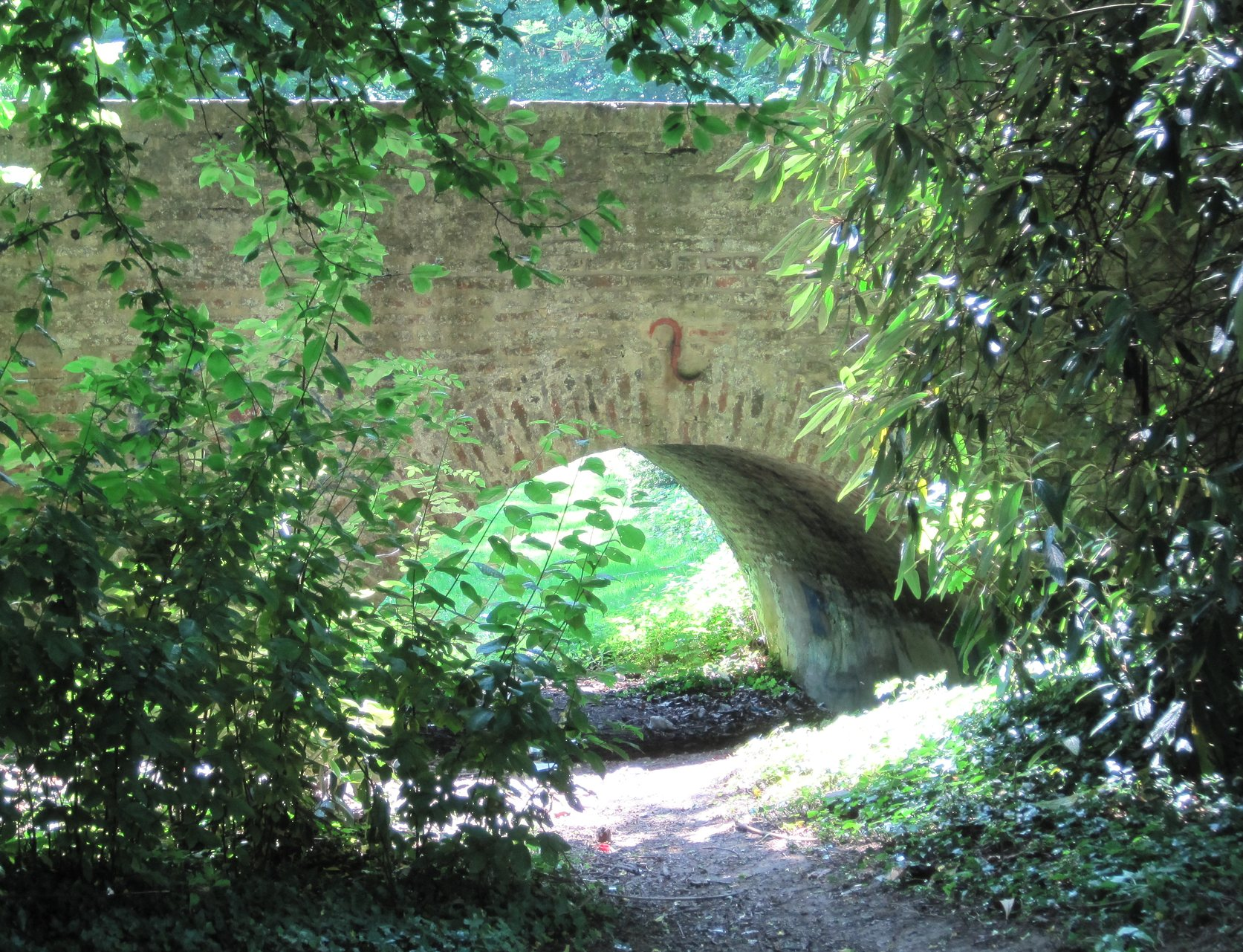
Brücke über den ehemaligen Wassergraben
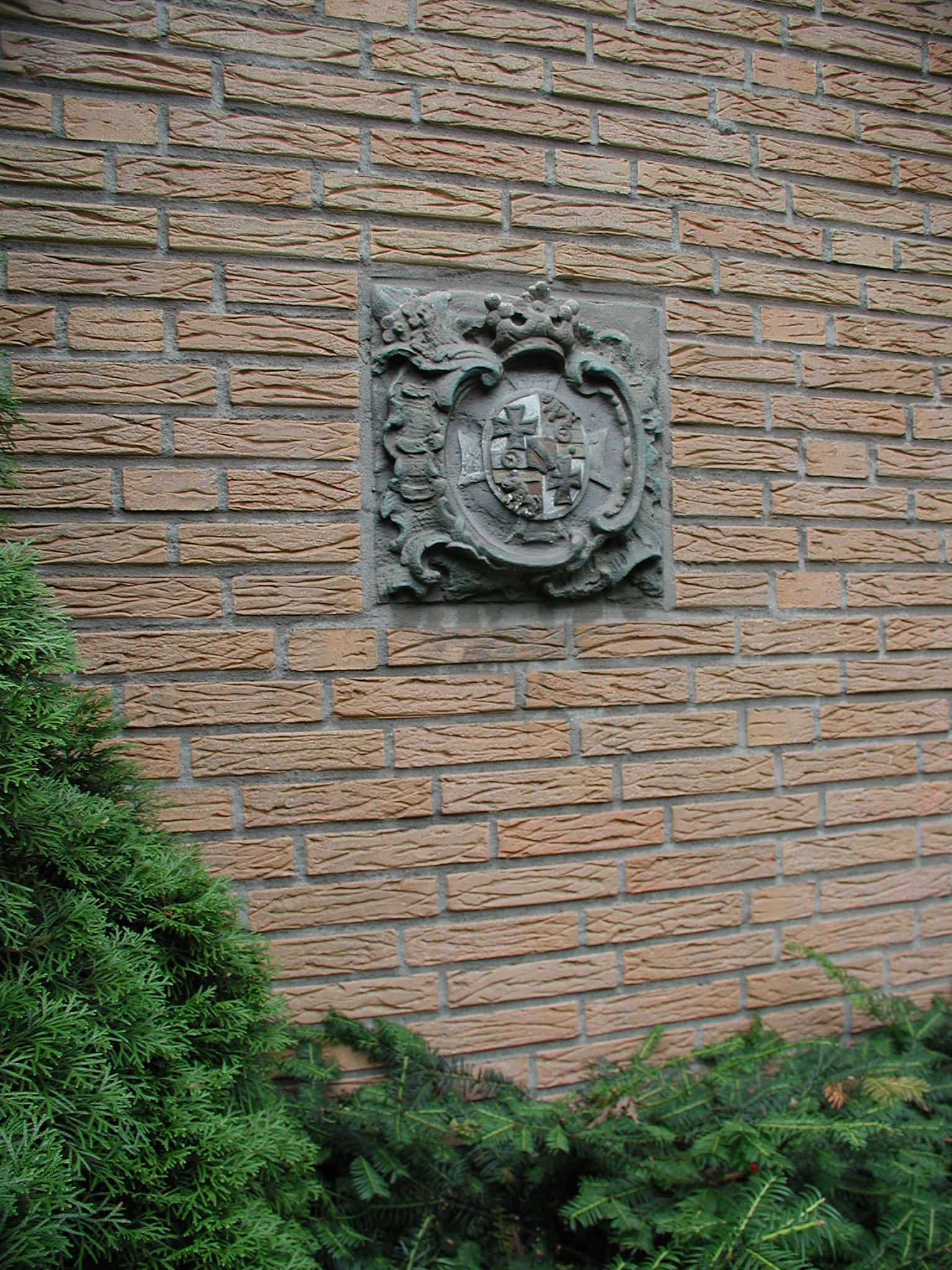
Wappenstein des Ordens (um 1760), heute am Pfarrhaus
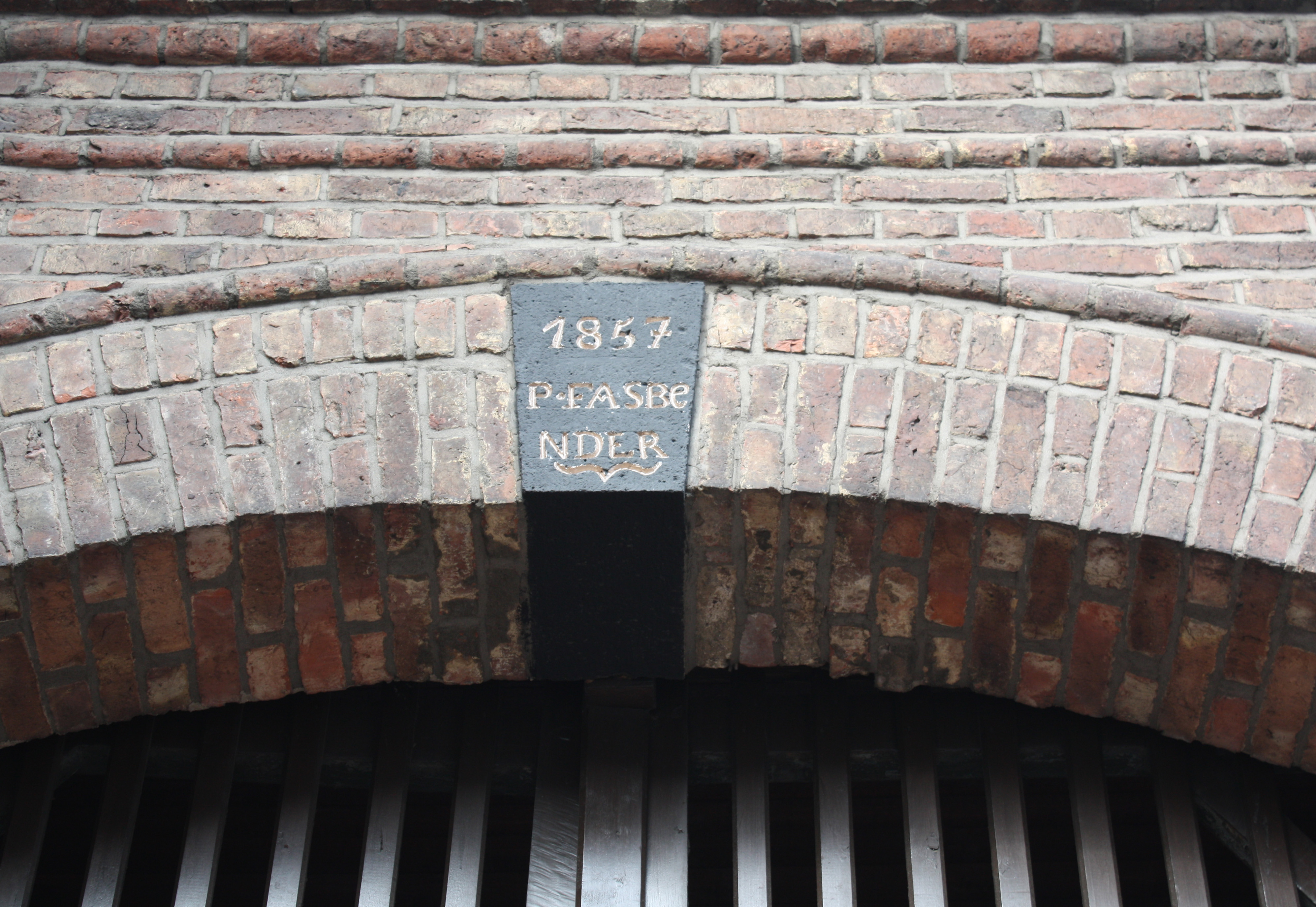
Torbogensegment Luxemburger Straße
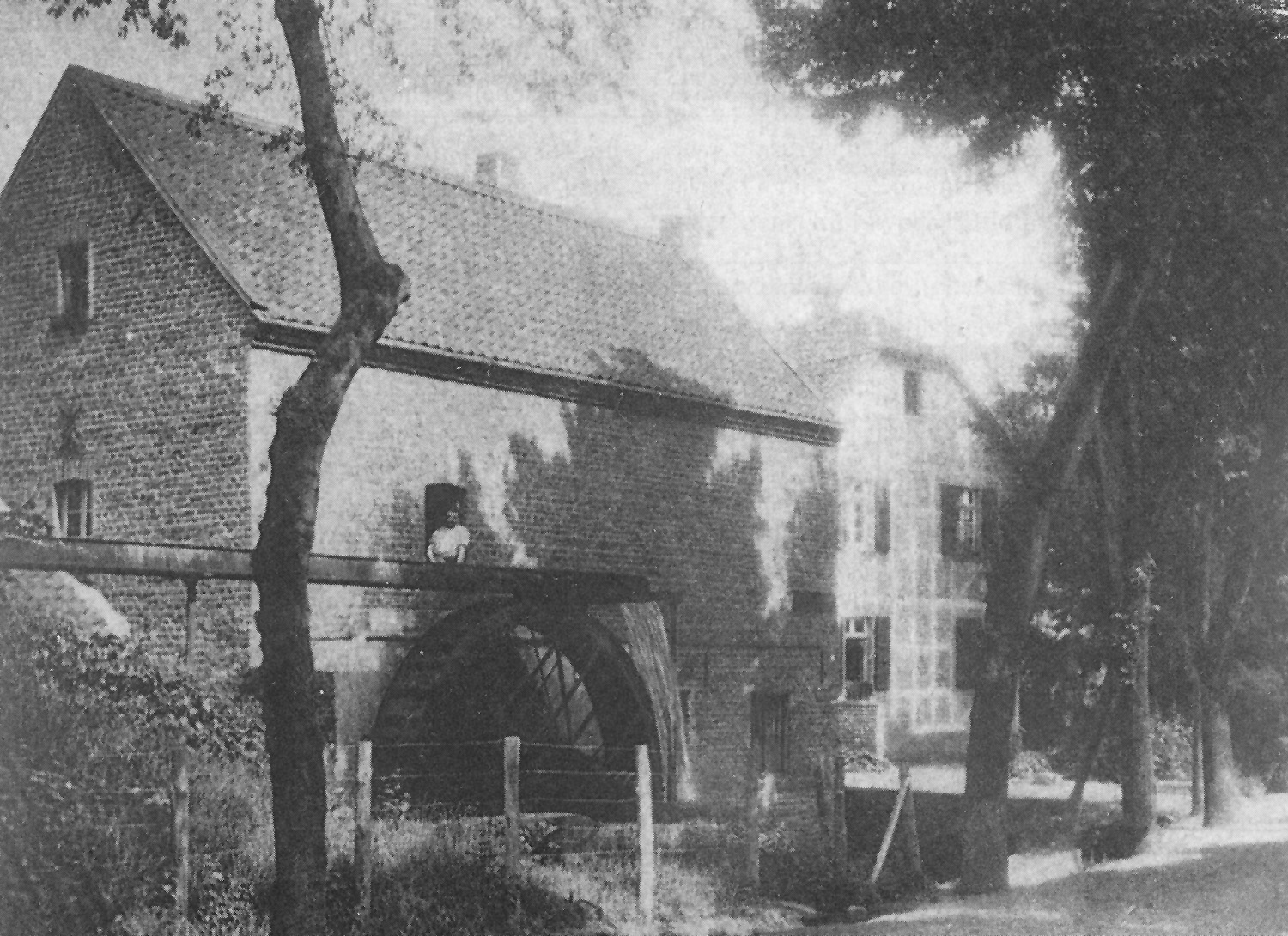
Ehemalige Deutschherrenmühle
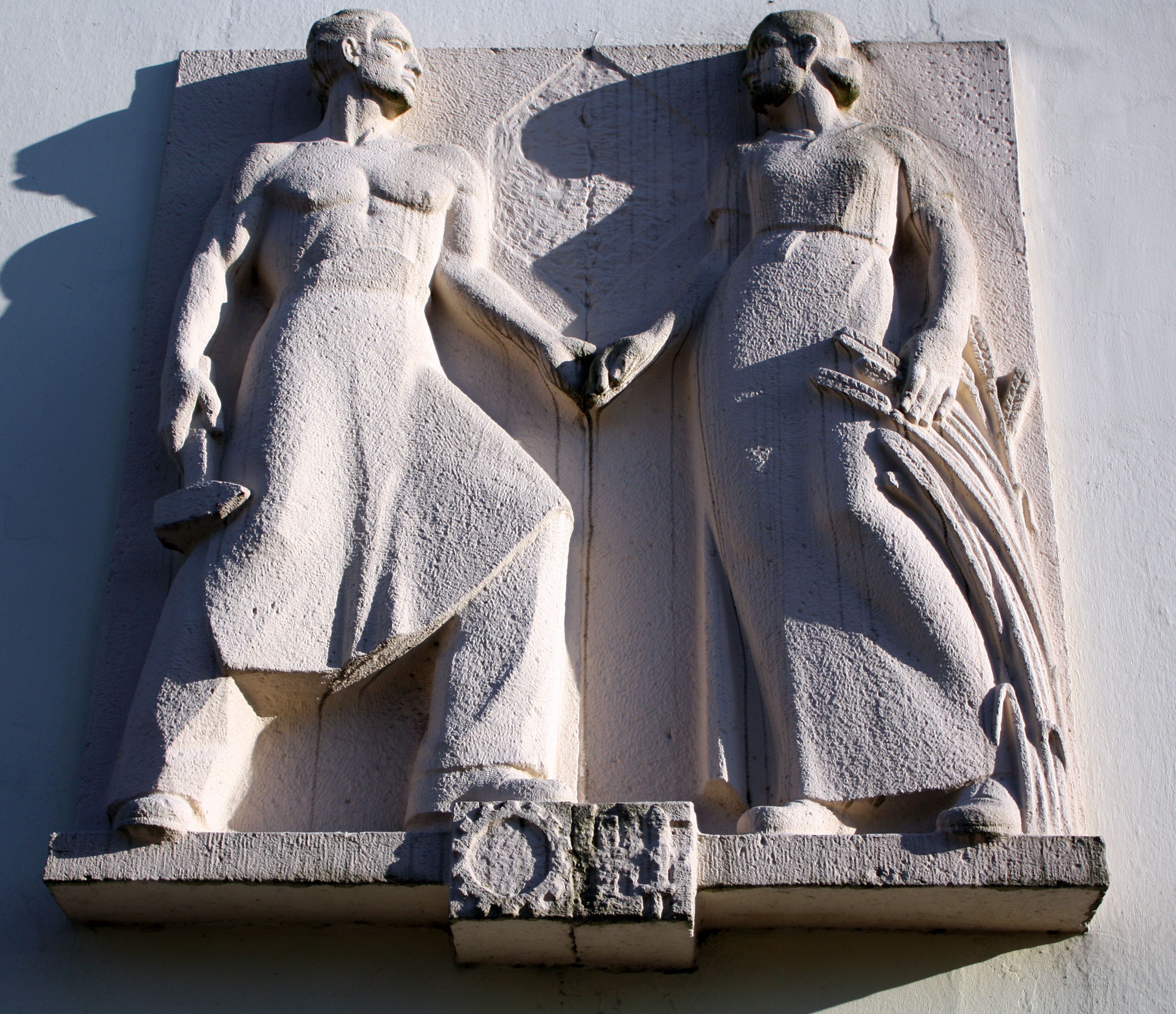
Basrelief, altes Rathaus (Türkisches Generalkonsulat)
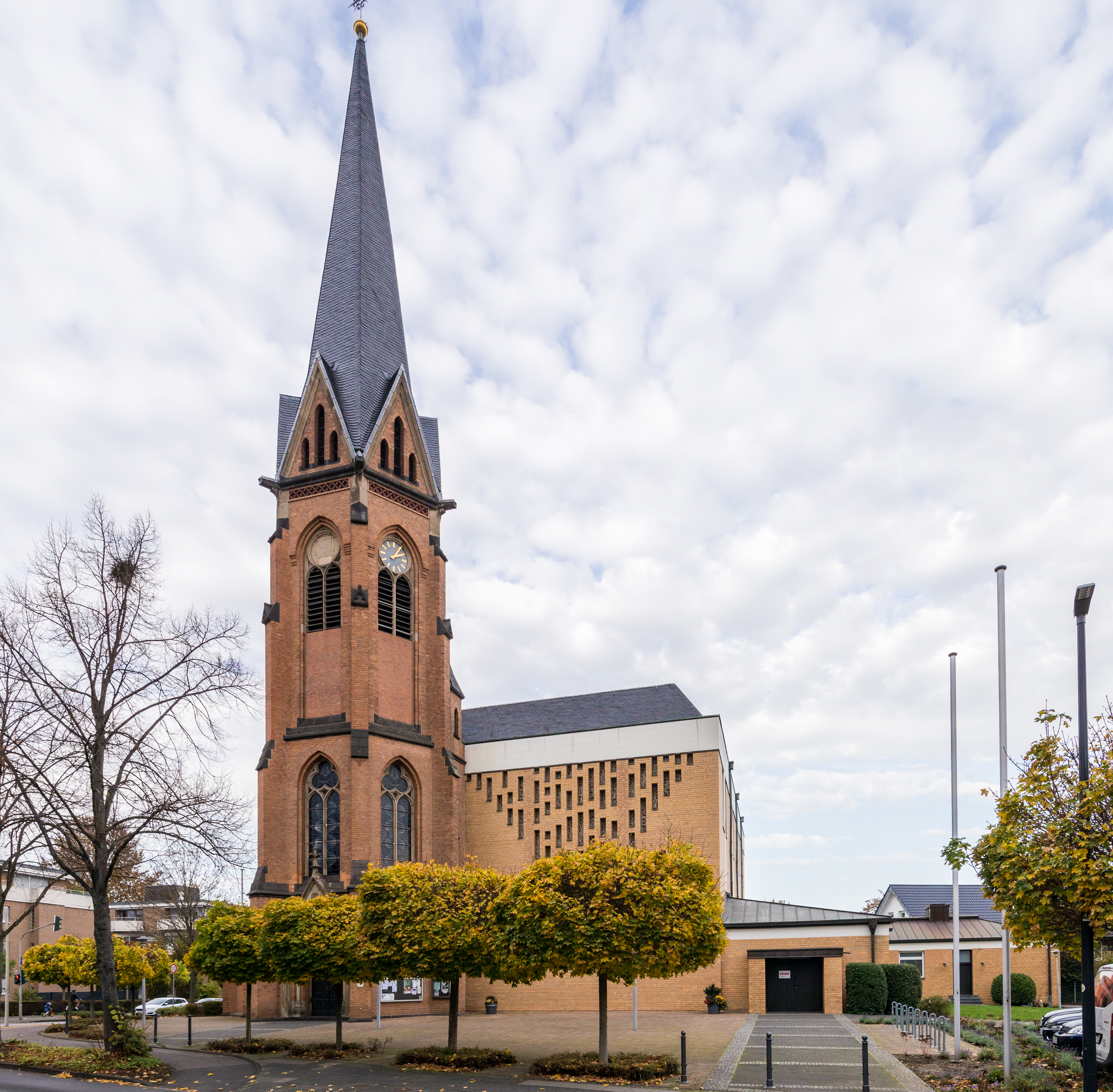
Sankt Severin
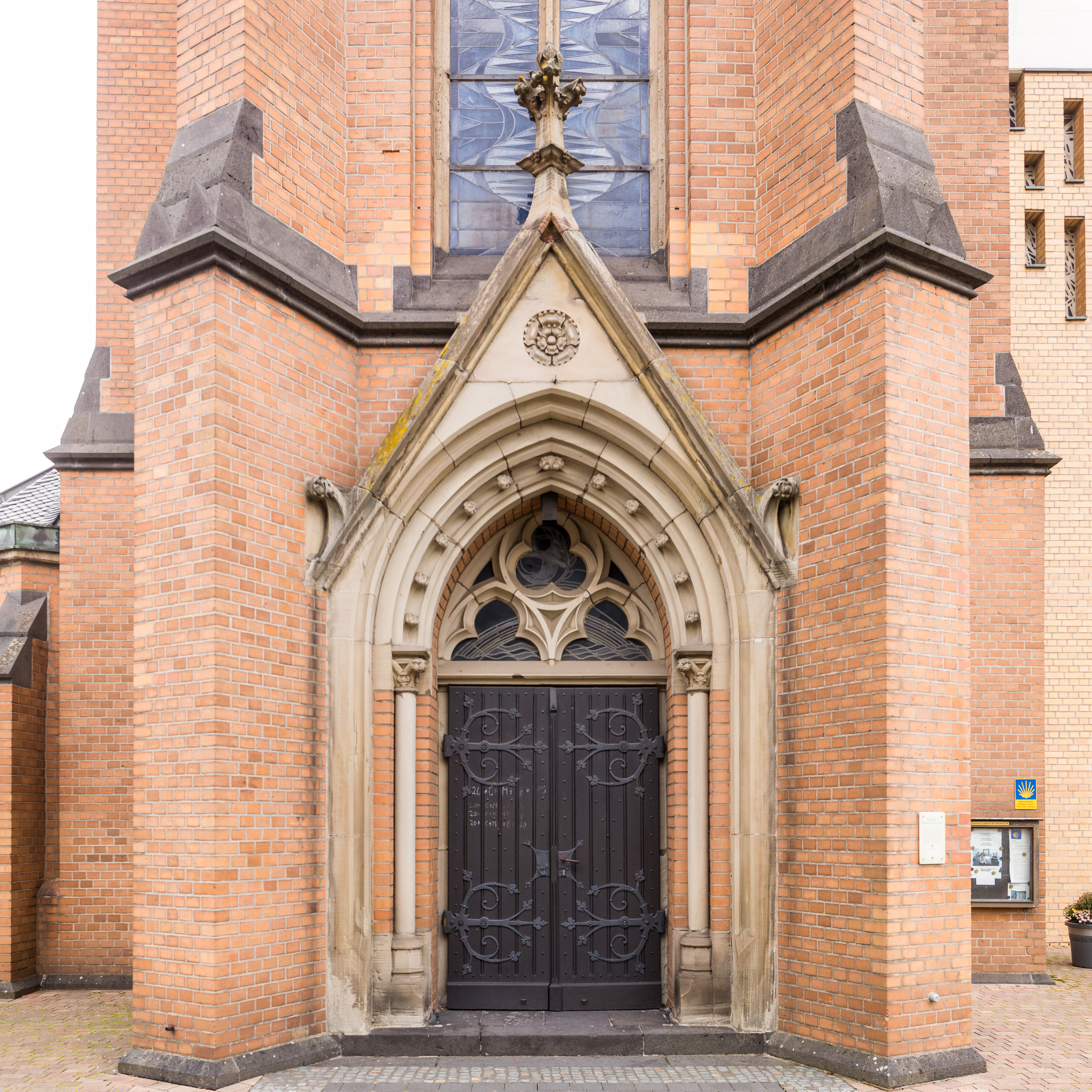
Sankt Severin, Pforte

Die letzte Umbenennung zu Her(ren)mülheim erfolgte nach 1256, als der Deutsche Ritterorden sich in der ehemaligen Burg von Hermülheim angesiedelt hatte. Seit der Zeit hieß die Mühle auch Herrenmühle, eine der 16 Mühlen im Raum Hürth; eine Straße trägt heute noch den Namen. Das damalige Zentrum von Hermülheim lag am Duffesbach zwischen Herrenmühle und Burg, nur wenig erweitert im Dreieck mit der Luxemburger Straße um den Scheteling herum.
Für Hermülheim begann so eine mehr als 500-jährige Herrschaft des Deutschen Ordens, die erst mit dem Einzug der französischen Revolutionstruppen im Herbst des Jahres 1794 endete. Unter französischer Herrschaft gehörte Hermülheim zur Mairie (Bürgermeisterei) Hürth und mit dieser zum Kanton Brühl im Arrondissement de Cologne.

## Industrialisierung
Die Entwicklung Hermülheims in der Zeit der Industrialisierung ist nicht zu trennen von der Entwicklung der Industrie, die sich auf die Braunkohle in Hürth stützte. Brikettfabriken standen am Rande des Vorgebirges an der Grenze zu (Alt-)Hürth (Theresia) und zu Kendenich (Ribbertwerke). Beide nutzten auch die Tonvorkommen unter der Braunkohle. In Hermülheim siedelten sich auch erste Werke an, die die Braunkohlenindustrie mit Maschinen und Gerät versorgten.
In Hermülheim befand sich seit 1851, als der Hürther Orts- und gleichzeitig Amtsbürgermeister Rosellen, auf seinen Antrag sich in Hermülheim an der Luxemburger Straße niederlassen durfte und dem dann 1888 folgenden Bau des Bürgermeisteramtes an der Luxemburger Straße der Verwaltungssitz der 1800 zur Franzosenzeit gegründeten Bürgermeisterei Hürth beziehungsweise der 1930 gegründeten Großgemeinde Hürth (seit 1978 Stadt). Vorher wechselte er mit dem Wohnsitz des Bürgermeisters. Ein eigentliches Zentrum fehlte jedoch noch lange. Von den Orten der Bürgermeisterei hatten 1831 Hermülheim 488 Einwohner, Hürth 881.

## Besondere Viertel
Alle neueren Baugebiete sind an die Fernwärmeversorgung der Stadtwerke angeschlossen.

### Ältere Viertel
Eine erste Erweiterung des alten Kerns von Hermülheim erfolgte bereits in den 1950er Jahren jenseits des Bahnhofs mit der Blumensiedlung in Richtung auf Kalscheuren hin. Ein weiteres Baugebiet wurde mit dem Nibelungenviertel im Karree zwischen Luxemburger-, Krankenhaus- und Rosellstraße bebaut. Am Ende der Severinusstraße wurde parallel zur Erweiterung der Kirche St. Severin vor dem Burgpark das Severiunsviertel erbaut.

### Hürth-Mitte
Der Bau des zu Hermülheim gehörenden Wohngebiets Hürth-Mitte, mit dem 1964/65 gemäß Beschluss des Gemeinderats aus dem Jahr 1960 begonnen wurde, hatte deshalb die Errichtung eines „Stadtkerns“ etwa in der geographischen Mitte von Hürth zum Ziel. Begünstigt wurde die Entscheidung sicher auch durch die damals stetig steigende Einwohnerzahl. Das Gebiet umfasst einen Teil zwischen Krankenhausstraße und Burggelände, der mit kleineren meist Einfamilienhäusern bebaut ist, und ein mit gestuften Hochhäusern bebautes Areal. Dies wird durch die am Rande verlaufende Sudetenstraße erschlossen. Auch ein Kirchenzentrum war in den Planungen vorgesehen und konnte 1978 auch verwirklicht werden. Dabei ersetzten die evangelische Martin-Luther-King-Kirche und die katholische Kirche St. Joseph die vorher in Knapsack abgerissenen Kirchen Dankeskirche und St. Josef, sowie das 2012 endgültig abgerissene evangelische Gemeindezentrum an der Kölnstraße aus den 1950er Jahren. Auf der anderen Seite der Sudetenstraße liegen öffentliche und private Sportanlagen, ein zweites Gymnasium (1974 das nachmalig so benannte Albert-Schweitzer-Gymnasium). Eine im Aufbau und in der Bauplanung begriffene Gesamtschule (vorerst im Gebäude der Dr.-Kürten-Förderschule) und das Freizeit-, Sauna- und Familienbad De Bütt (1977) mit großer Außenanlage schließen sich an, zuletzt noch zwei private psychiatrische Spezialkliniken. 1969 wurde der Grundstein des Bundessprachenamtes an der Horbeller Straße gelegt, das sich zu einem der größten Arbeitgeber Hürths entwickelt hat. Eine erste Fertigstellung erfuhr Hürth-Mitte 1985 mit der Errichtung eines neuen Rat- und Bürgerhauses. Das ehemalige Rathaus ist jetzt das Generalkonsulat der Türkei und hat mit seinem Einzugsgebiet Nordrhein-Westfalen erhebliche überörtliche Bedeutung.
Dort befinden sich auch das Einkaufszentrum Hürth Park (1. Bauabschnitt 1977 eingeweiht) sowie das erste Multiplex-Kinocenter Deutschlands (1990). Gegenüber liegt das H+ Hotel Köln Hürth (ehemals Ramada-Hotel Hürth-Köln) (1993), welches das größte Hotel des Rhein-Erft-Kreises ist, und der zentrale Omnibusbahnhof (ZOB).

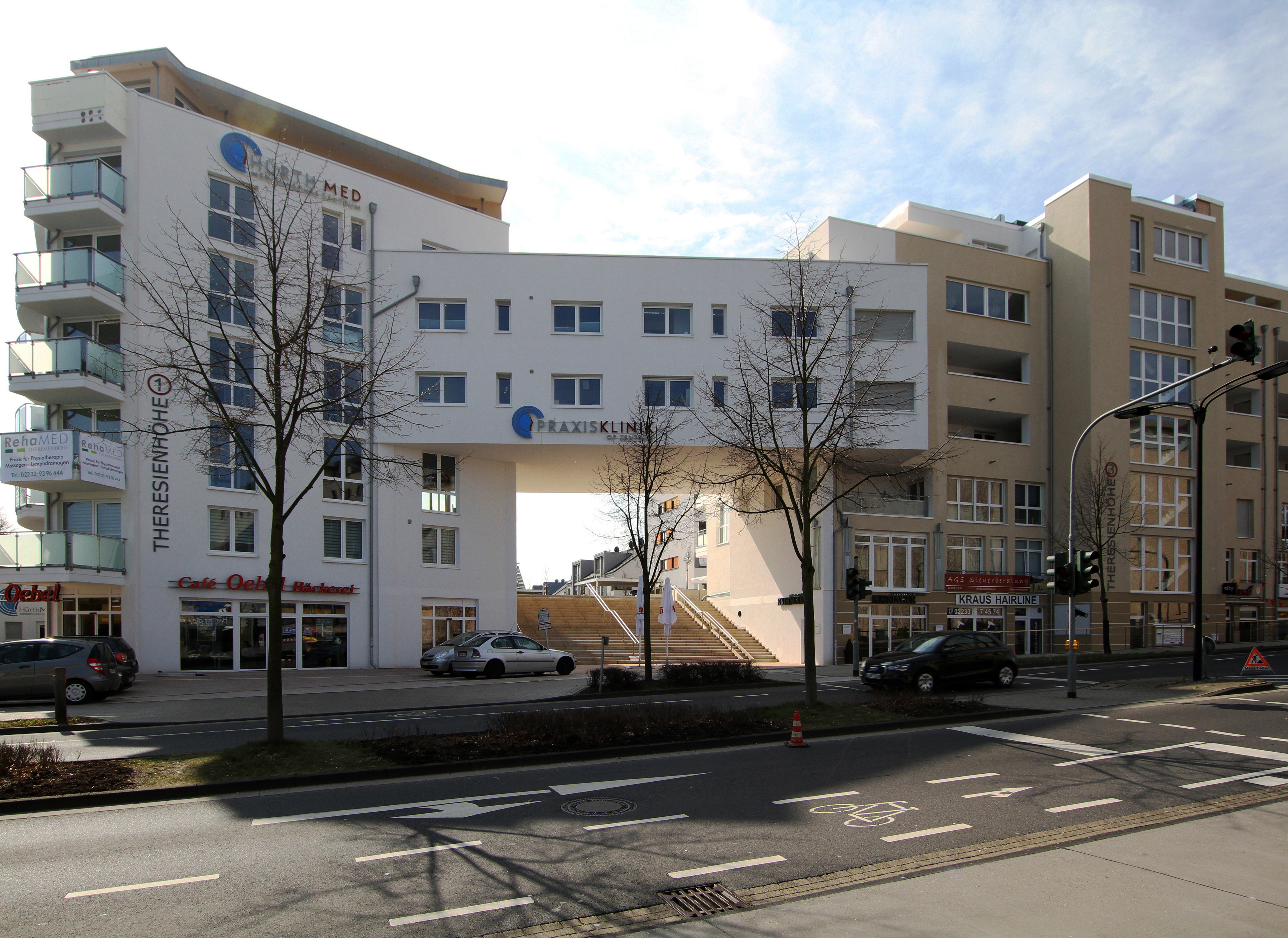
Theresienhöhe mit „Hürth-Med“-Praxisklinik
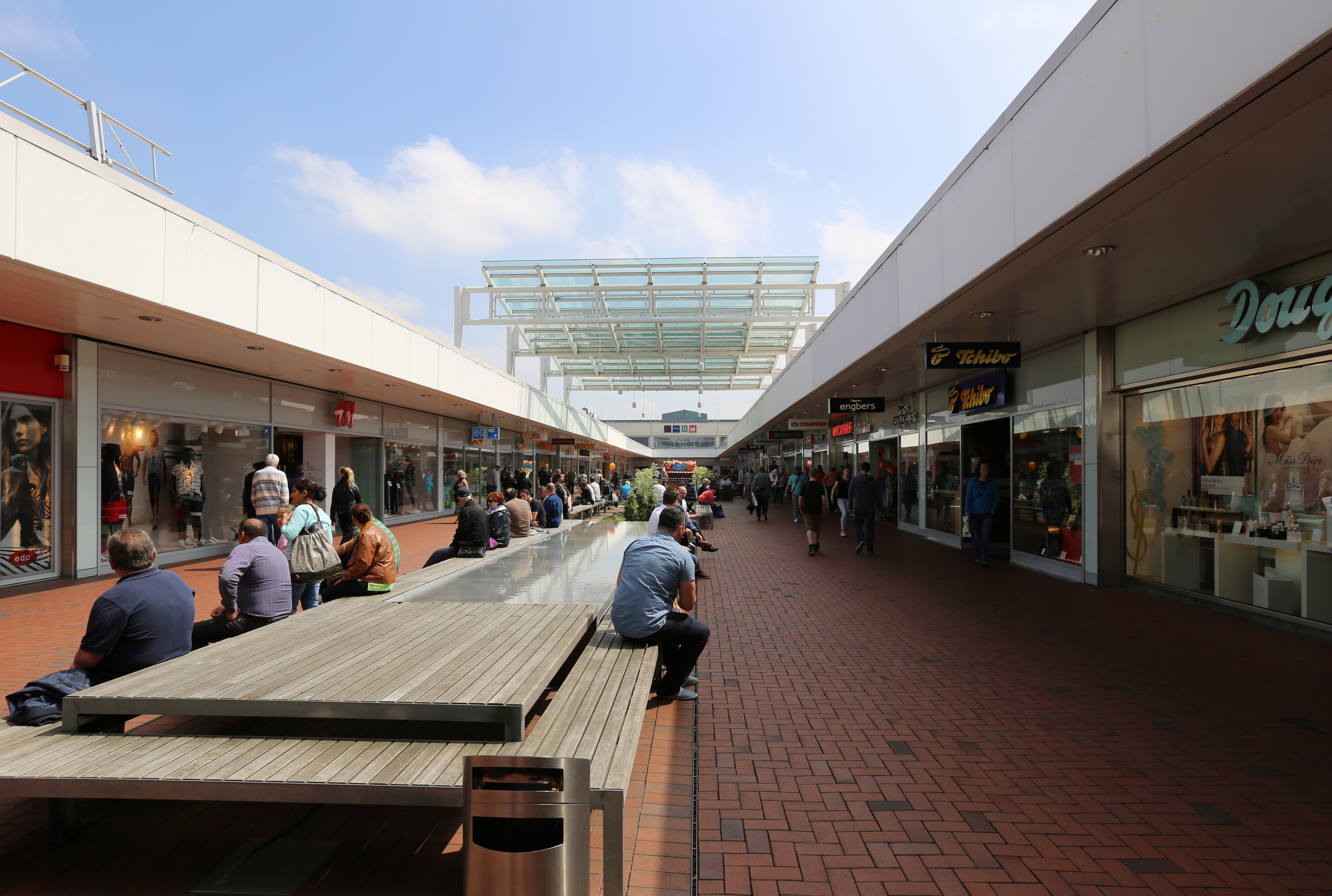
EKZ Hürth-Park
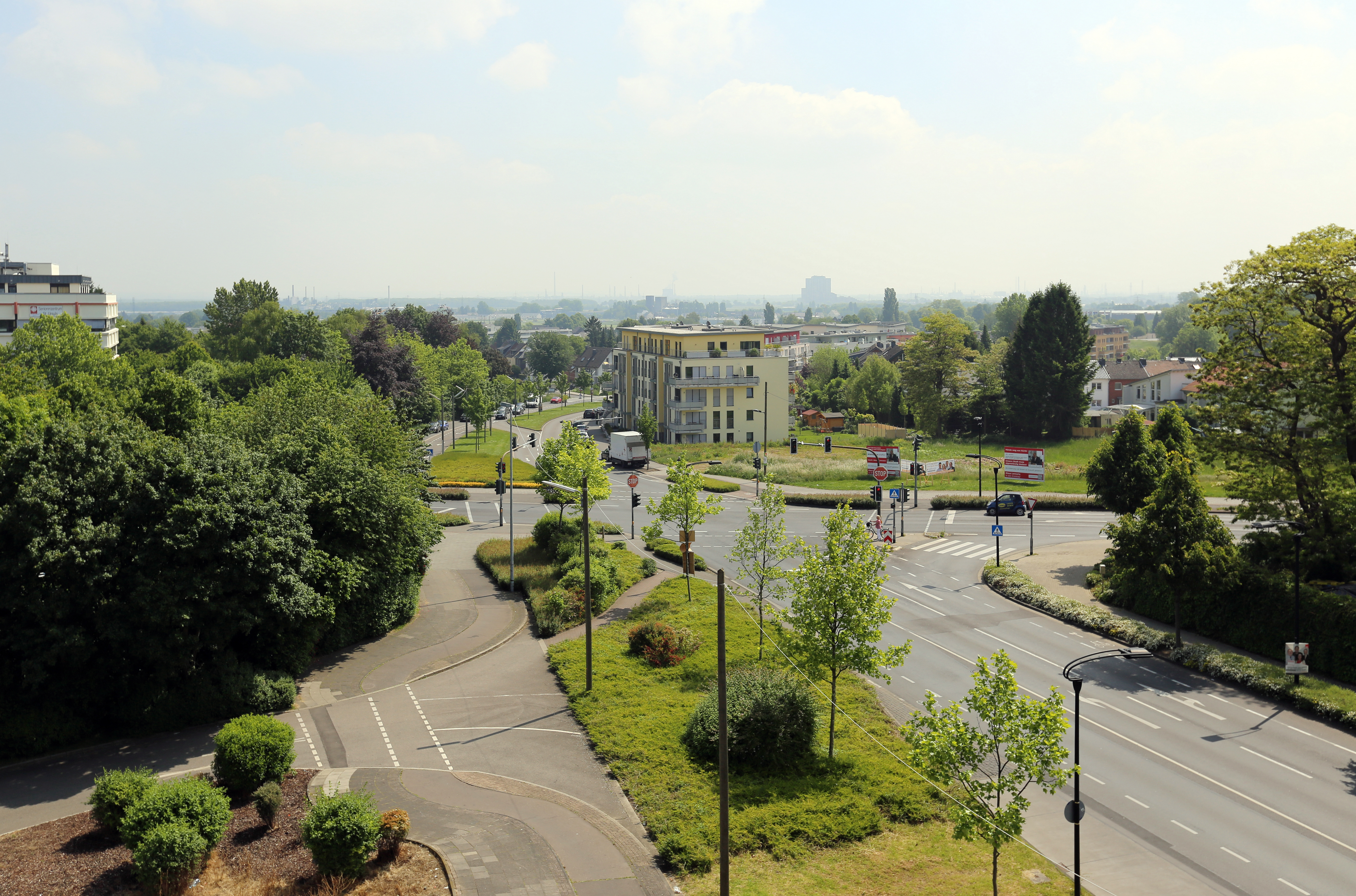
Straßenkreuz Hürther Bogen
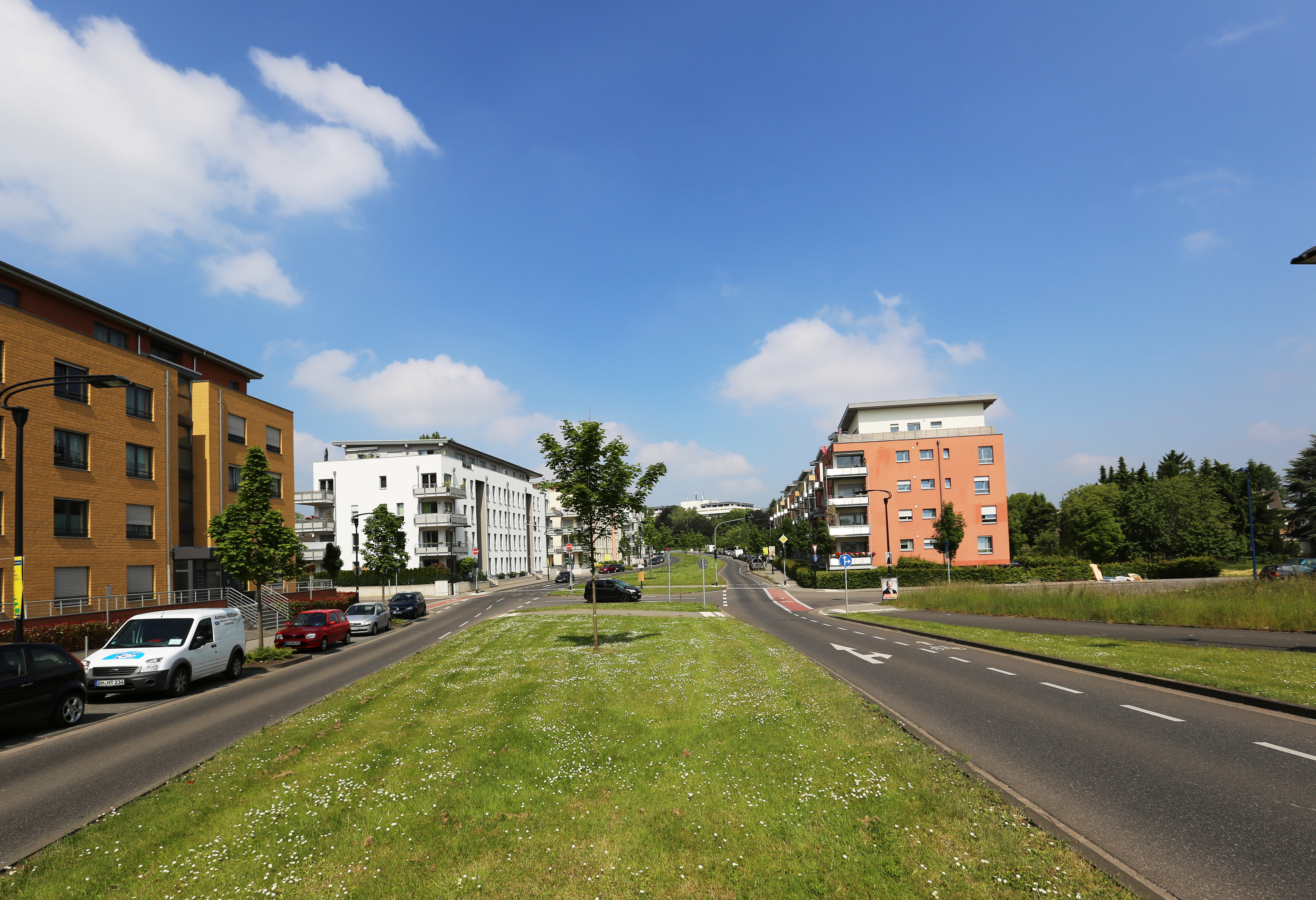
Bebauung Hürther Bogen

### Theresienhöhe/Hürther Bogen
Mit der Wohnbebauung der Südseite der „Theresienhöhe“ mit sechs- und siebengeschossigen und der völlig neu konzipierten daran anschließenden beidseitig mit viergeschossigen Wohnblocks bebauten Straße des „Hürther Bogens“ entstand ab 2009/10 neben der Horbeller Straße nördlich von Hürth-Mitte eine neue zweite West-Ost-Achse von Hürths Zentrum. Die Endpunkte der Achse sind nicht bebaut.

### In den Höhnen
Das 50.000 m² große Neubaugebiet „In den Höhnen“ liegt mit seinen etwa 100 zum größten Teil Einfamilienhäusern an der Grenze zu Efferen. Es schließt an ein ähnliches Viertel auf der Efferener Seite an. Das Besondere hier ist, dass für die Grundstücke eine Regenwasserversickerung angelegt ist.

### Kirschblüten-Carré und Ecke Kölnstraße

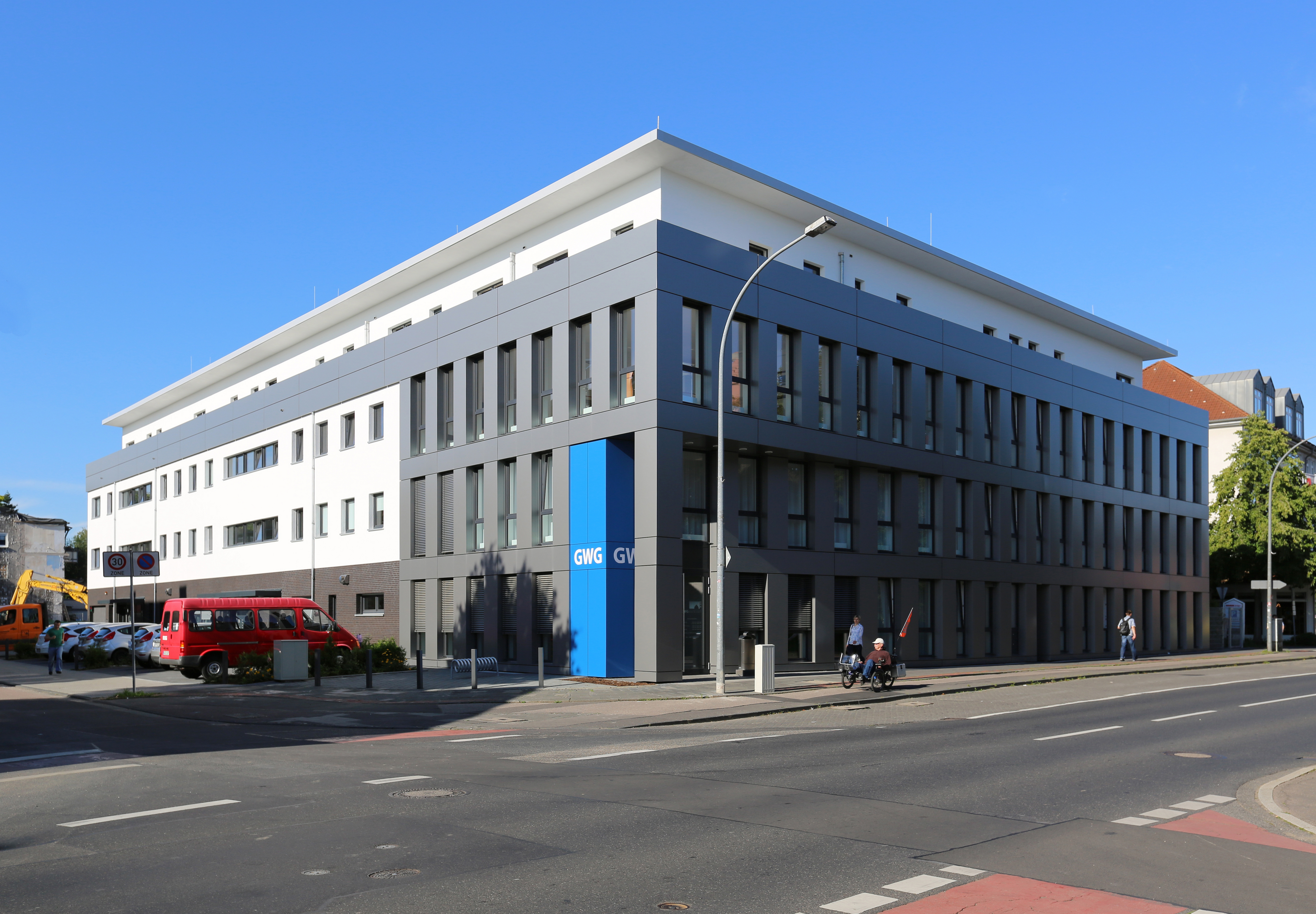
Sitz der GWG Rhein-Erft GmbH, Kölnstraße 16

Als vorerst letztes Neubaugebiet entstand zwischen Luxemburger Straße und Bahngelände ab 2007 (Kauf) auf etwa 10.000 m² mit über 90 Wohnungen, die als integrative Wohnungen auch für behinderte und alte Menschen geeignet sind, das Kirschblüten-Carré. Zwei Gemeinschaftswohnungen sind je konzipiert für behinderte Jugendliche und für beatmete Menschen. Dazu ist ein evangelischer Kindergarten integriert. Das Land hat das Konzept 2012 mit dem zum zweiten Mal an je zehn Projekte gleichwertig verliehenen und mit 3000 € dotierten „Landespreis für Architektur, Wohnungs- und Städtebau Nordrhein-Westfalen“ ausgezeichnet. Die Stadt erklärte, dass sie für die Zukunft keine Neubaugebiete mehr ausweisen wolle.
Das 2013/14 errichtete Wohn- und Verwaltungsgebäude der GWG Wohnungsgesellschaft an der Kölnstraße setzt mit seiner Architektur und Größe einen städtebaulichen Akzent. Das Gleiche gilt für die mehrstöckige Bebauung am südlichen Ortsausgang beiderseits der Luxemburger Straße.

## Kirchen
Der ehemals kleine Ort Hermülheim hatte neben dem Burghof jenseits des Burggrabens eine kleine Kapelle, die auch schon dem Heiligen Severin gewidmet war. Nach dem Erwerb der Burg durch den Deutschen Ritterorden wurde eine kleine Kirche erbaut, die im Bereich der heutigen Severinusstraße lag. Sie wurde zwischen 1264 und 1299 vom Ordensritter und Bischof von Kurland, Edmund von Werth konsekriert. Sie war aber nicht immer selbständig, sondern zwischen 1807 und 1833 zeitweise (Alt-)Hürth verbunden. Mit der Industrialisierung war eine größere Kirche nötig. 1888/89 wurde die Kirche abgerissen. Evangelische gab es lange nicht in Hermülheim, Juden im Wesentlichen auch nur in (Alt-)Hürth. Heutige andere Konfessionen sind im Artikel zur Stadt aufgeführt.

### Katholische Gemeinde
1886 wurde ein neugotischer Bau, der vom Domwerkmeister des Erzbistums Köln, Franz Schmitz, geplant wurde, errichtet. Auch diese Kirche genügte nach dem Zweiten Weltkrieg nicht mehr den Ansprüchen. Sie wurde 1966 durch Karl Band um eine große Halle erweitert. Die jüngste Kirche in Hermülheim, dem Heiligen Joseph gewidmet, war 1976 als Ersatz für die ehemaligen Knapsacker Kirche St. Josef errichtet. Nachdem zunächst St. Severin mit St. Joseph in Hürth-Mitte und der inzwischen profanierten Kirche St. Ursula in Kalscheuren zur Pfarrgemeinde Zu den Heiligen Severin, Joseph und Ursula, Hürth zusammengelegt wurde, bilden die drei ehemaligen Gemeinden heute zusammen mit St. Mariä Geburt in Efferen den Pfarrverband Efferen/Hermülheim.

### Evangelische Gemeinde

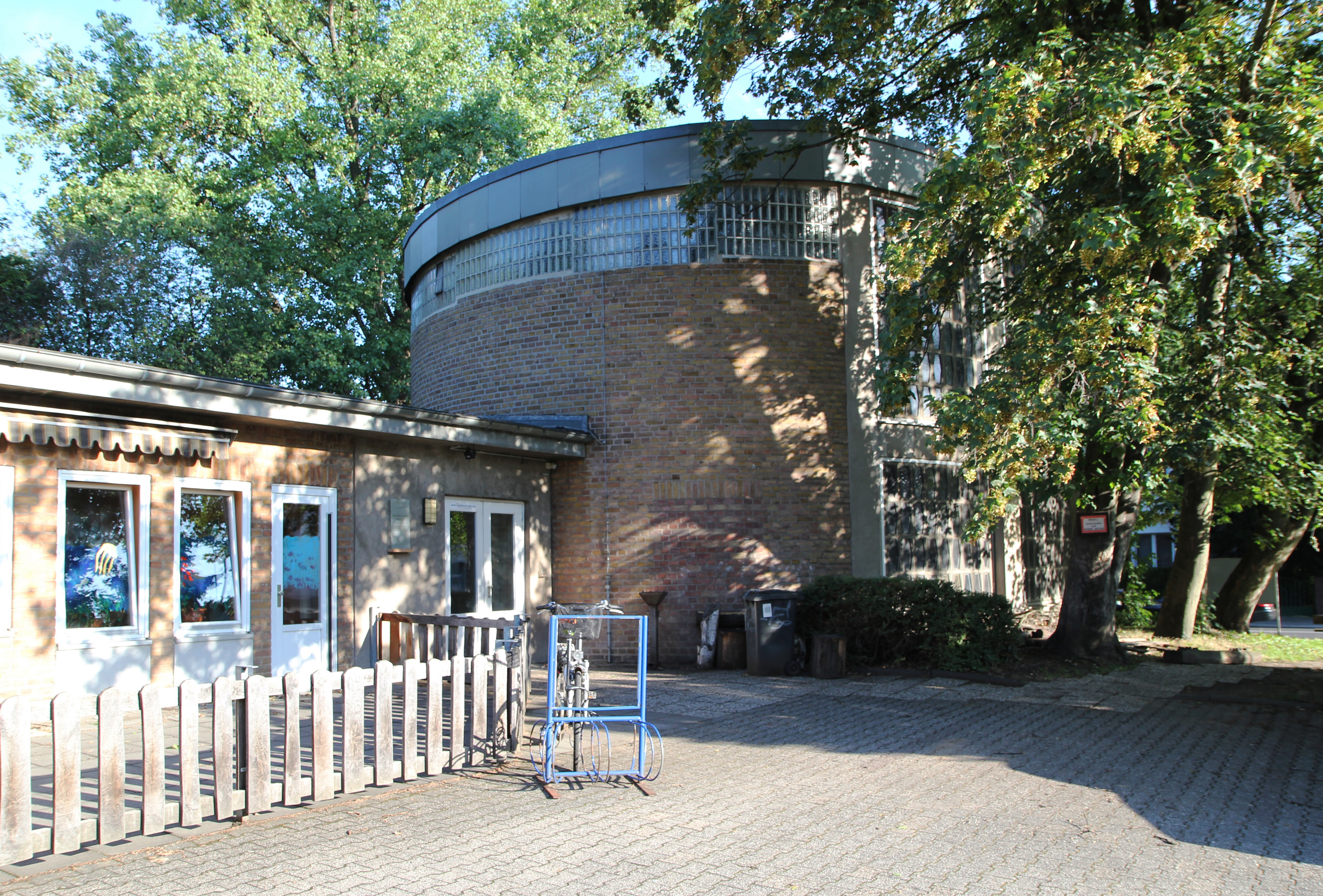
Ehemaliges Gemeindezentrum Kölnstraße

→ Hauptartikel zur Gemeindegeschichte Martin Luther King-Kirche
Die Evangelische Gemeinde Brühl hatte Ende der 1950er Jahre ein Gemeindezentrum an der Kreuzung Hans-Böckler-Straße/Kölnstraße mit Kindergarten, Schwesterstation, Kirchsaal und Pfarrwohnung errichtet, das dann die am 1. Januar 1957 neu organisierte Kirchengemeinde Hürth übernahm. Der Kirchsaal war auf Zuwachs geplant im Hinblick auf ein erwartetes Wachsen durch Wohngebiete in Richtung Kalscheuren. Da dies nicht realisiert wurde, sondern der Zuwachs im neuen Stadtzentrum Mitte erfolgte, wurde dort ein neues Kirchenzentrum geplant, die Martin-Luther-King-Kirche, die 1979 eingeweiht werden konnte. Das alte Gemeindezentrum wurde danach nur noch sehr extensiv genutzt, bis es verkauft und im Oktober 2012 abgerissen wurde. Auch der Kindergarten wurde in der Nähe neu erbaut.

## Politik
Ortsvorsteher ist Hans-Josef Lang. Der für Hermühlheim in den Hürther Stadtrat gewählte Dirk Breuer wurde zum Bürgermeister der Stadt Hürth gewählt. Er erklärte daraufhin seinen Verzicht des Stadtratsmandat.

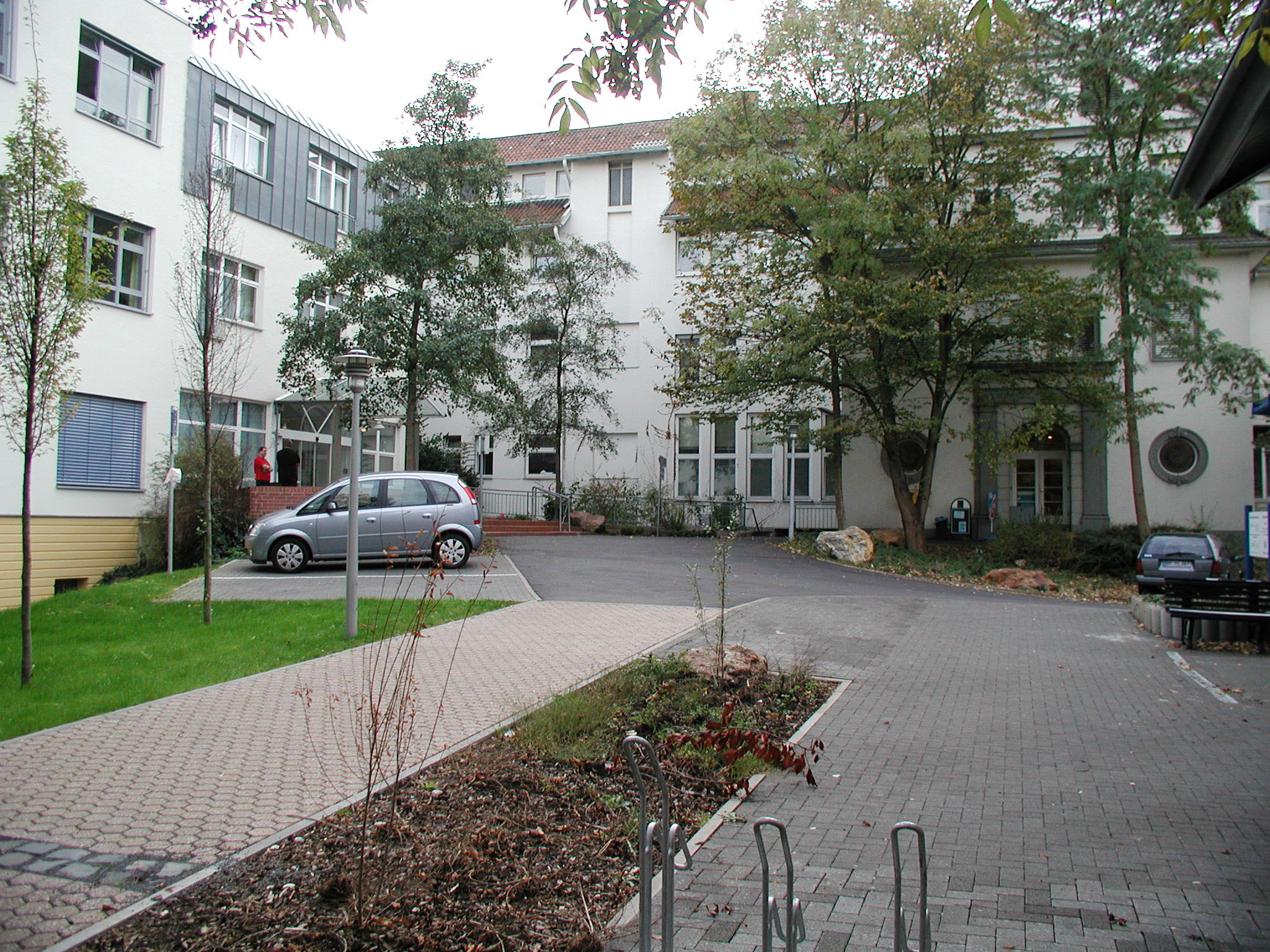
Sana-Klinik, rechts Altbau mit Cafeteria-Eingang, links Besuchereingang (Patienteneinlieferung auf der Rückseite)

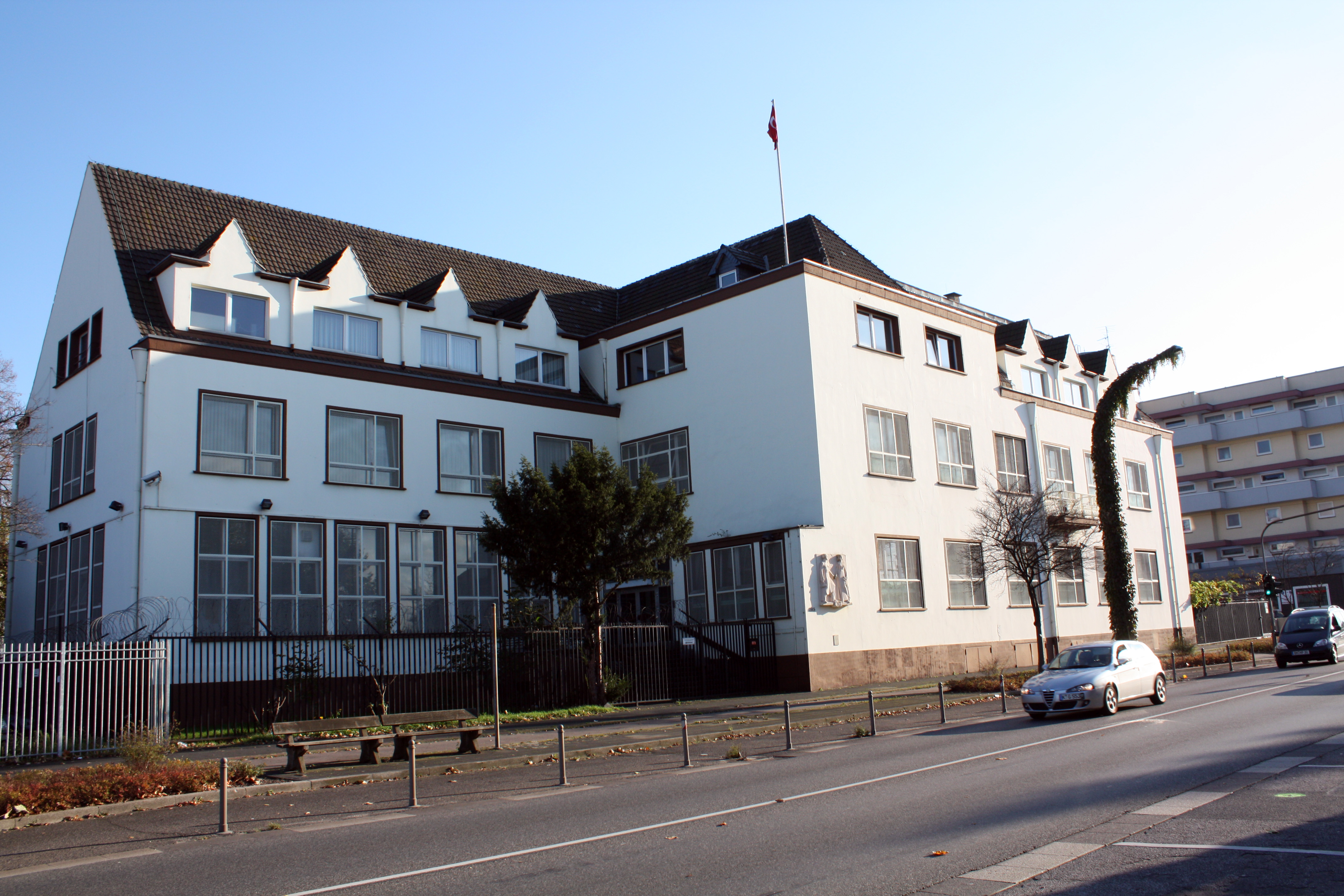
Türkisches Generalkonsulat

## Zentrale Einrichtungen, Infrastruktur
Die Zentralen Einrichtungen in Hermülheim dienen sowohl dem Stadtteil als auch der ganzen Stadt. Sie sind deshalb dort ausführlich abgehandelt.
Die junge Großgemeinde leistete sich mitten im Zweiten Weltkrieg 1940 in Hermülheim mit der ersten weiterführenden Mittelschule des Kölner Umlandes, der heutigen Realschule, eine erste damalige zentrale Einrichtung (zwischen Hermülheim und Efferen). Heute gibt es dazu zwei Gymnasien, das Ernst-Mach-Gymnasium und das Albert-Schweitzer-Gymnasium, beide im neuen Zentrum, sowie eine Gesamtschule in direkter Nachbarschaft des Albert-Schweitzer-Gymnasiums.
An weiteren zentralen Einrichtungen befinden sich in Hermülheim mit der privaten Sana-Klinik das Krankenhaus der Stadt, das als kommunales Krankenhaus bereits in den Kriegsjahren 1914/15 errichtet wurde und 1951/53 schon um 80 Betten auf 140 Betten vergrößert werden konnte. 2012/13 wurde der Neubau von 1950 aufgestockt und umfangreich renoviert. Weitere überörtlich orientierte Spezialkliniken befinden sich in der Nachbarschaft. Die medizinische Versorgung in Hürth ist heute als gut bis sehr gut zu bezeichnen (siehe Hauptartikel: Kliniken in Hürth). Die Verwaltung der Allgemeinen Ortskrankenkasse für den Rhein-Erft-Kreis befindet sich in der Ortsmitte an der Luxemburger Straße, genau so wie die Zentrale des Lazarus Hilfswerks. Besonders hingewiesen sei noch auf die Büchertelefonzelle an der Luxemburger-/Ecke Hans-Böckler-Straße.
Das stetig erweiterte Einkaufszentrum Hürth Park (seit 1977) dient dem Stadtteil und der ganzen Stadt und durch seine gute Verkehrsanbindung auch dem Umland durch das große Angebot von freien Parkmöglichkeiten. Es wird ergänzt durch ein UCI-Kinozentrum mit 14 Sälen und ein Ärztehaus sowie eine Geschäfts- und Dienstleistungszeile mit einer weiteren Klinik-Einrichtung gegenüber an der Theresienhöhe. Die Luxemburger Straße dient traditionell zum Einkauf für den täglichen Bedarf und bietet eine Reihe gastronomischer Betriebe.

## Verkehr
In Hermülheim kreuzen sich die Bundesstraße 265, die Luxemburger Straße, für die eine Umgehung Hermülheim gebaut worden ist, mit der Landstraße 92 und der L 183, die als Bonnstraße am Vorgebirge entlangführt. Die Parallelstraße zur Luxemburger Straße, die Krankenhausstraße, ist zwar verkehrsberuhigt mit 30 km/h Höchstgeschwindigkeit, hat aber als Teil der Nord-Süd-Achse Alt-Hürth-Hermülheim-Efferen viel innerstädtischen Verkehr und zusätzlich Zielverkehr Richtung Köln zu verkraften. Die Kreisstraße 2n (K 2n) führt als Umgehungsstraße westlich an Hermülheim vorbei.

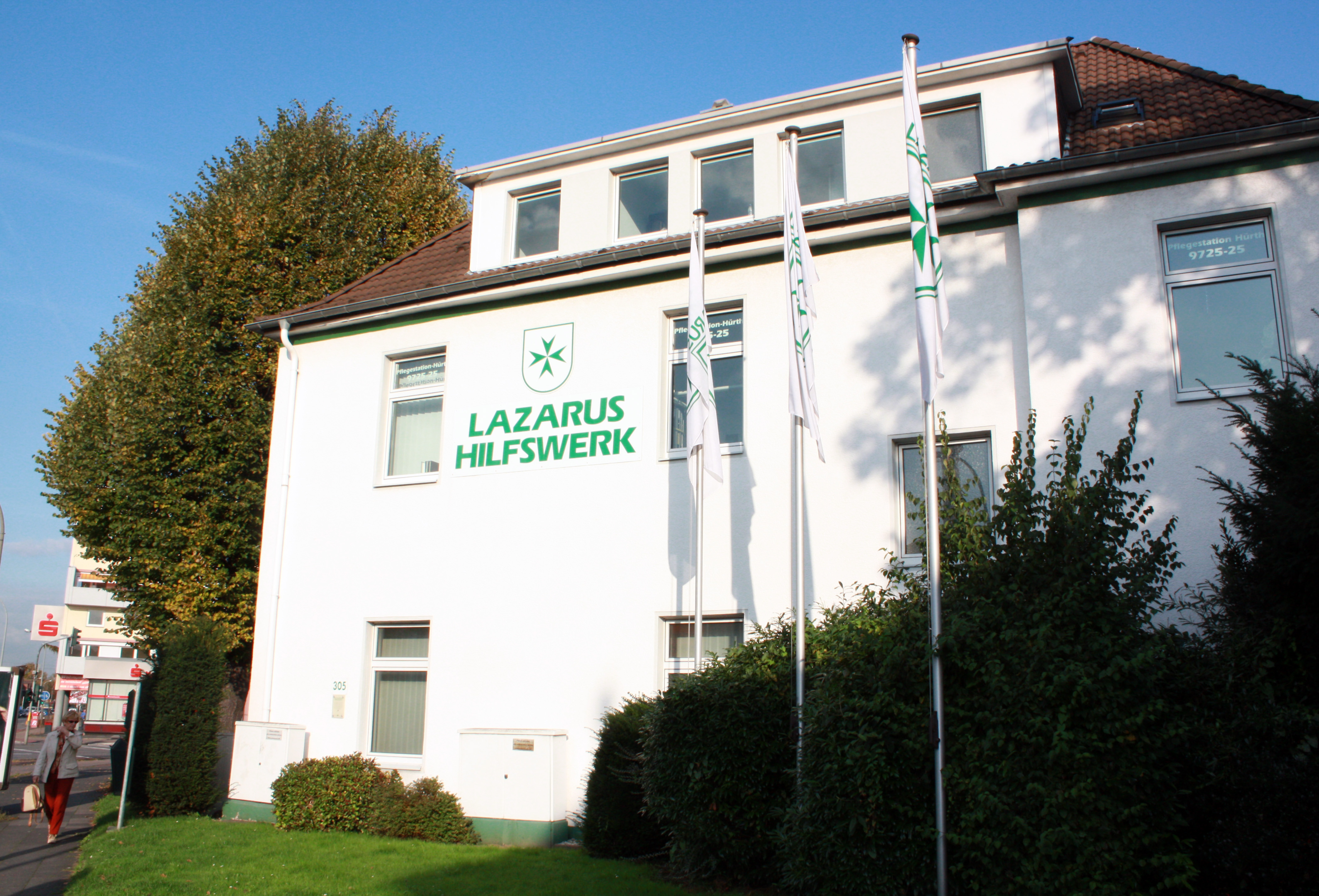
Lazarus Hilfswerk, ehemals KBE Empfangsgebäude (Denkmal)
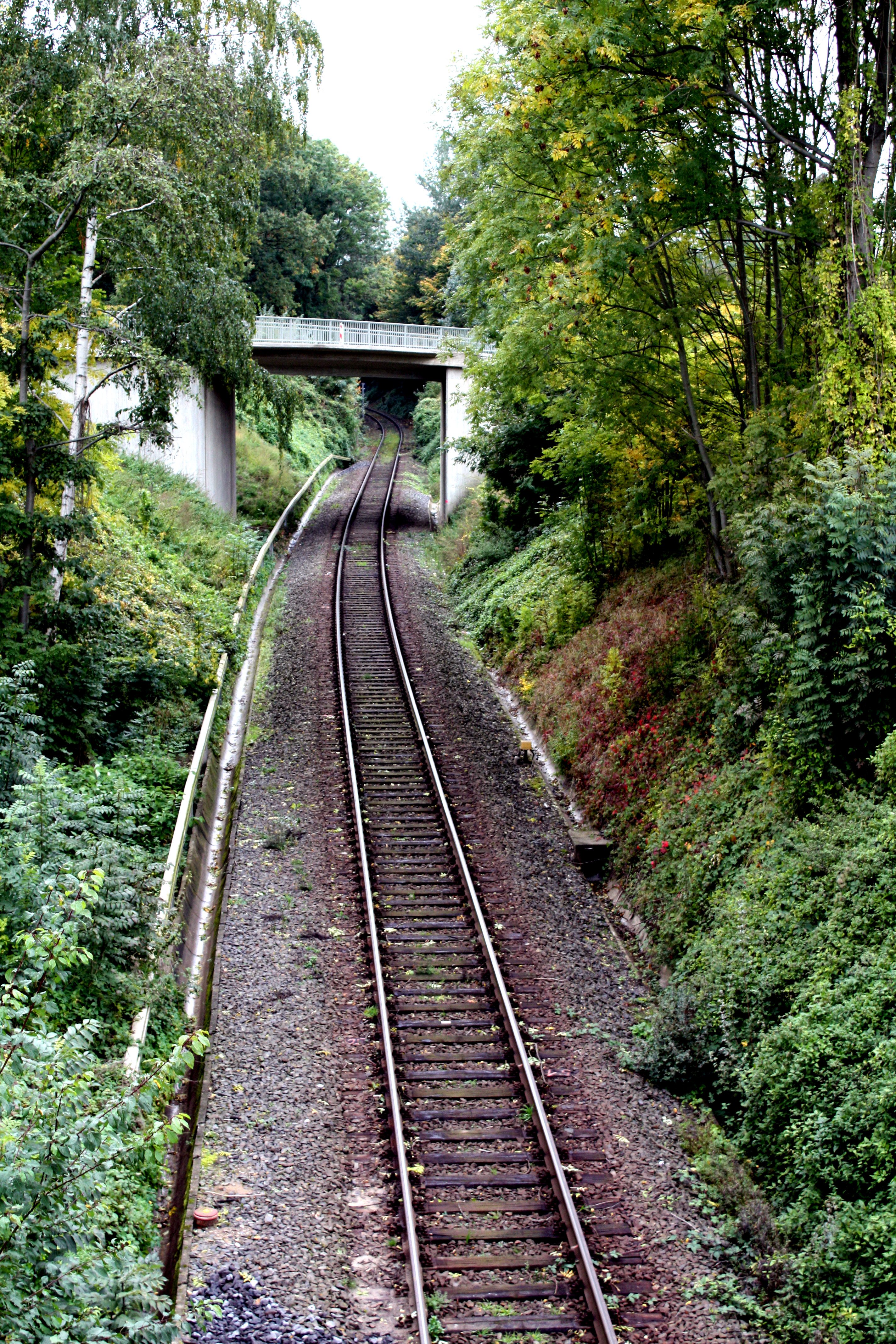
HGK-Trasse Hermülhein Höhe Hürther Bogen
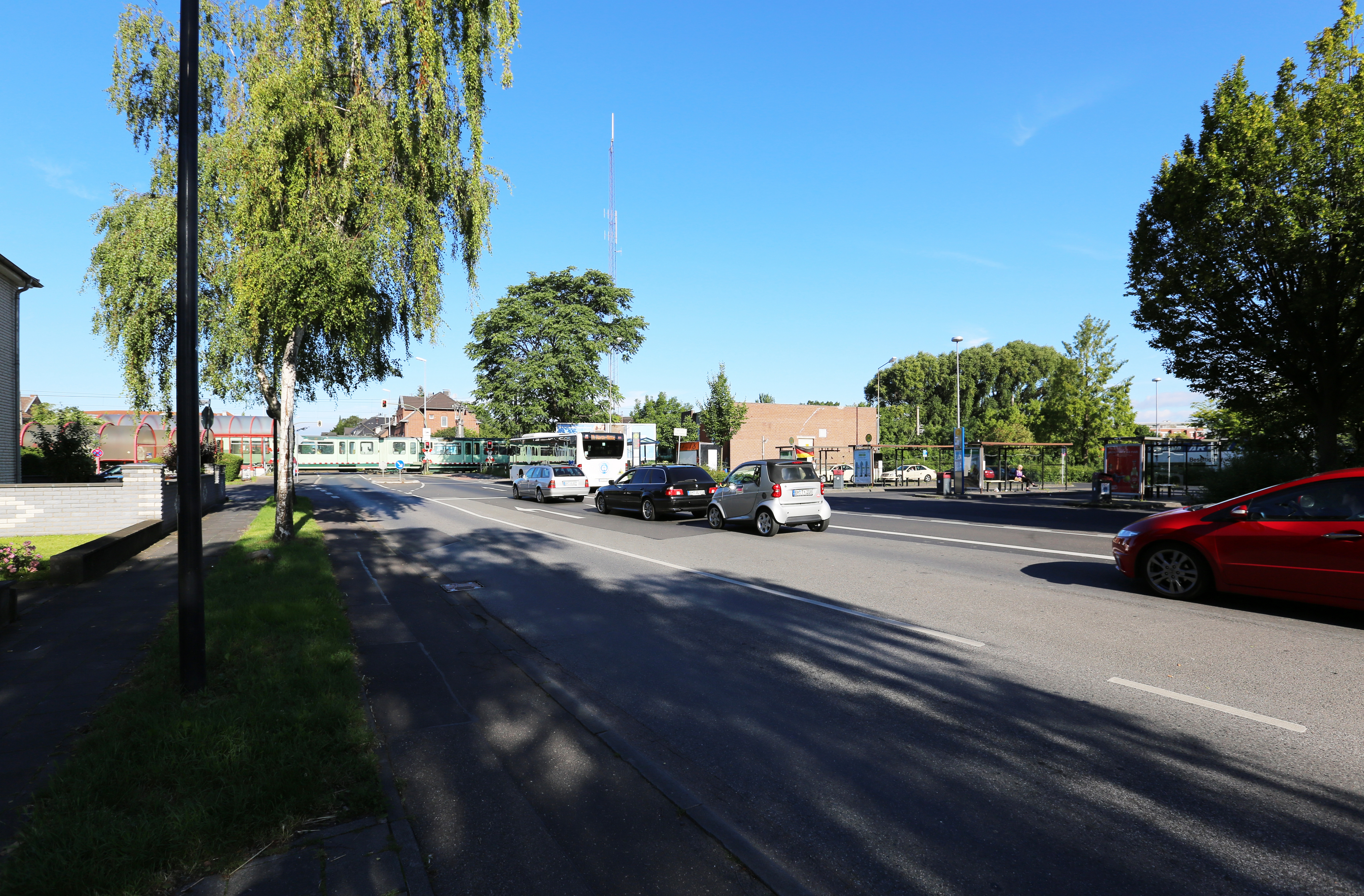
Busbahnhof in Höhe Bahnhof Hürth-Hermülheim
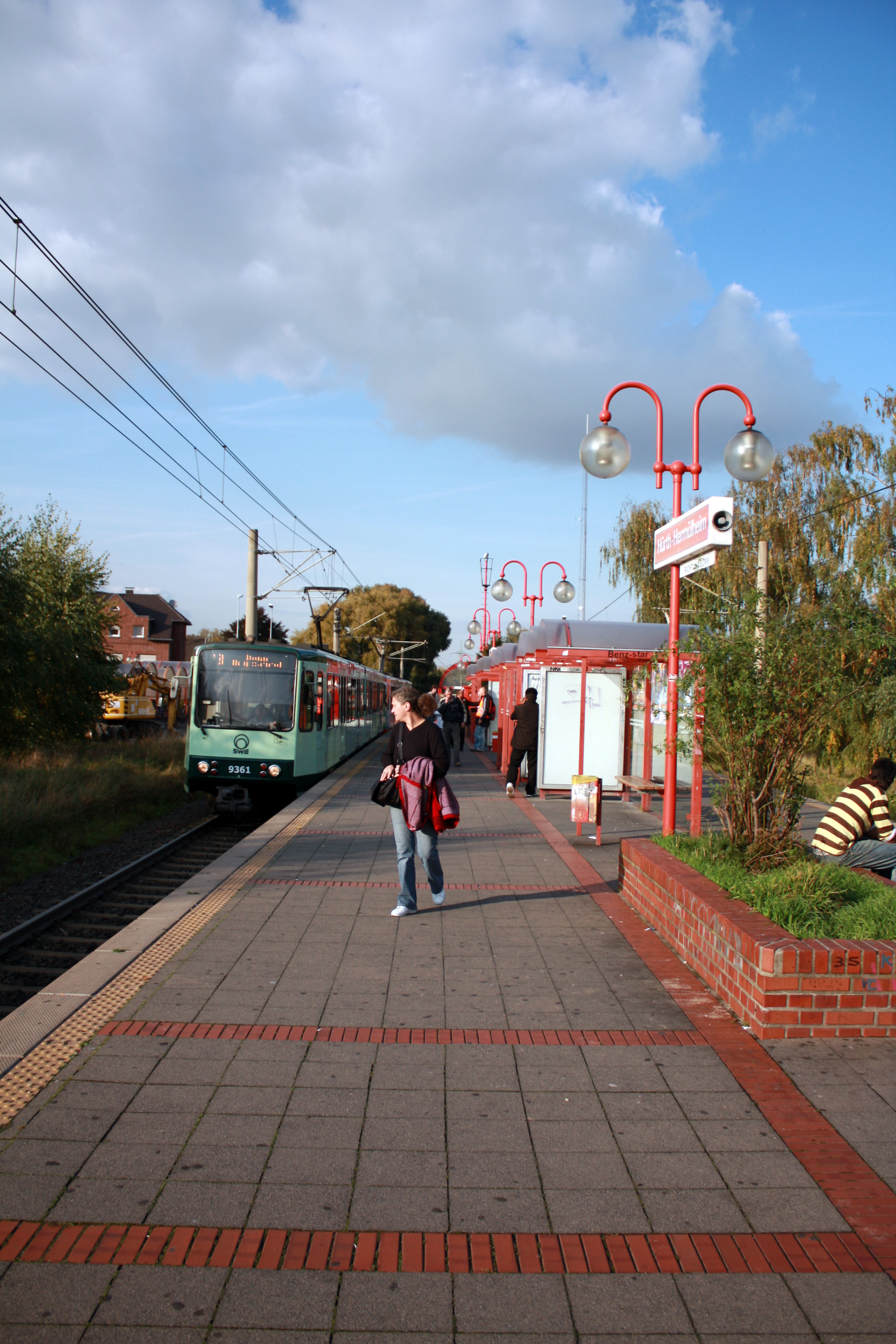
Bahnhof Hürth-Hermülheim, Bahnsteig der Linie 18

Der Bahnhof Hürth-Hermülheim der Stadtbahnlinie 18, der ehemaligen Vorgebirgsbahn und der ehemaligen Schwarze Bahn, ist unter anderem ein wichtiger Übergangspunkt zum Stadtbus innerhalb der Stadt Hürth und mit Buslinien der Regionalverkehr Köln oder der Rhein-Erft-Verkehrsgesellschaft nach Brühl, Frechen und der Kreisstadt Bergheim und der Linie nach Erftstadt verbunden. Der Bahnhof Hürth-Hermülheim gehört der HGK und nicht den KVB, im Endeffekt also den Stadtwerken Köln, da sowohl die HGK als auch die KVB Tochtergesellschaften derselben sind. Allerdings müssen die KVB, SWB & SSB für ihre Fahrten über die ehemalige Vorgebirgsbahn Trassengebühren an die HGK entrichten.
Auf der abzweigenden Trasse Kendenich/Hermülheim zum Chemiepark Knapsack wird nur Güterverkehr abgewickelt. Es ist aber auch ein Abzweig zum neuen Stadtzentrum für Personenverkehr als vielleicht später zu realisierende Möglichkeit offengelassen.
Der innerörtliche Personennahverkehr wird durch die Stadtbusse des Stadtverkehr Hürth (SVH) über den Zentralen Busbahnhof am Einkaufszentrum Hürth Park abgewickelt. Weitere Linien verbinden mit Köln, Brühl, Frechen/Bergheim und Liblar/Lechenich. Ein Anrufsammeltaxisystem ergänzt dies an Sonn- und Feiertagen und in den Zeiten und Gebieten, in denen keine Busse verkehren.
Die beiden Strecken der Deutschen Bahn (DB), die Eifelstrecke und die Linke Rheinstrecke sind im benachbarten Kalscheuren mit dem Stadtbus oder dem PKW erreichbar.

## Schulen
- Gemeinschaftsgrundschule im Zentrum von Hürth, in den Räumen der ehemaligen Dr. Kürten-Sonderschule, Bonnstraße 109
- Friedrich-Ebert-Realschule, Krankenhausstr. 91
- Ernst-Mach-Gymnasium, Bonnstr. 64–66
- Albert-Schweitzer-Gymnasium, Sudetenstr. 37
- Gesamtschule Hürth, Sudetenstraße 35
- Deutschherrenschule, Katholische Grundschule – Pestalozzistr. 12

## Sport
- Sport: SpVg Hürth-Hermülheim

## Sehenswürdigkeiten
→ Liste der Baudenkmäler in Hermülheim
- Römische Wasserleitung, Aufschluss an der Friedrich-Ebert-Realschule, Krankenhausstr. 91[18]
- Ehemaliger Kleinbahnhof in der Nähe der Kreuzung Luxemburger Straße/Hans-Böckler-Straße Am alten Bahnhof
- Burgpark der ehemaligen Burg, auch Sammelstelle der Römischen Wasserleitungen in Hürth

## Gertrudenhof
Der Getrudenhof ist ein 1964 errichteter Aussiedlerhof, nördlich des Ortskerns an der Grenze zu Stotzheim gelegen, mit heute 130 ha Anbaufläche. 2004 erfolgte die Ausrichtung zu einem Erlebnis- und Schulbauernhof. Der Bauernhof wurde für seine Arbeit in der Natur- und Umweltbildung 2013 von der UNESCO als „Offizielles Projekt der Weltdekade für nachhaltige Bildung“ ausgezeichnet. 2015 erhielt der Hof als einer von drei Preisträgern den erstmals vom WWF und Partnern ausgeschriebenen Genießt uns! - Award gegen die Verschwendung von Lebensmitteln.